# Echinothrix
Echinothrix is een geslacht van zee-egels uit de familie Diadematidae. De wetenschappelijke naam van het geslacht werd in 1853 door de Duitse natuuronderzoeker en wetenschapper Wilhelm Peters gepubliceerd, in zijn boek Naturwissenschaftliche Reise nach Mossambique, auf Befehl seiner Majestät des Königs Friedrich Wilhelm IV. in den Jahren 1842 bis 1848 ausgeführt.
Het geslacht omvat 2 soorten, namelijk Echinothrix diadema en Echinothrix calamaris.

## Kenmerken
Ze zijn makkelijk te onderscheiden, aangezien E. diadema volledig zwarte en lange stekels heeft, terwijl E. calamaris eerder korte en gestreepte stekels heeft.

## Verspreiding en leefgebied
Beide soorten leven in riffen en worden vaak aangetroffen in de Indische en Grote Oceaan.

## Soorten
- Echinothrix calamaris (Pallas, 1774)
- Echinothrix diadema (Linnaeus, 1758)

## Afbeeldingen

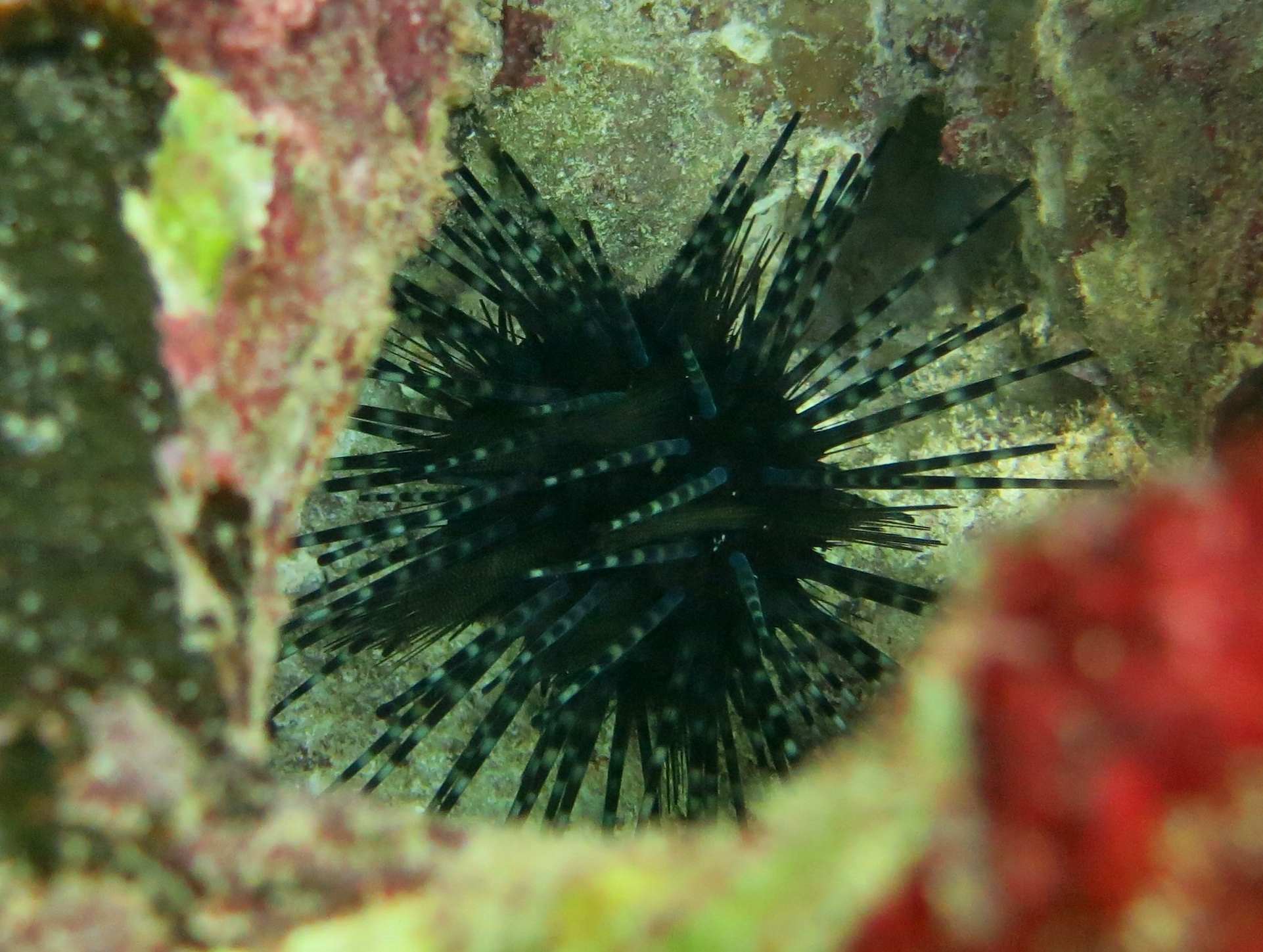
Echinothrix diadema.
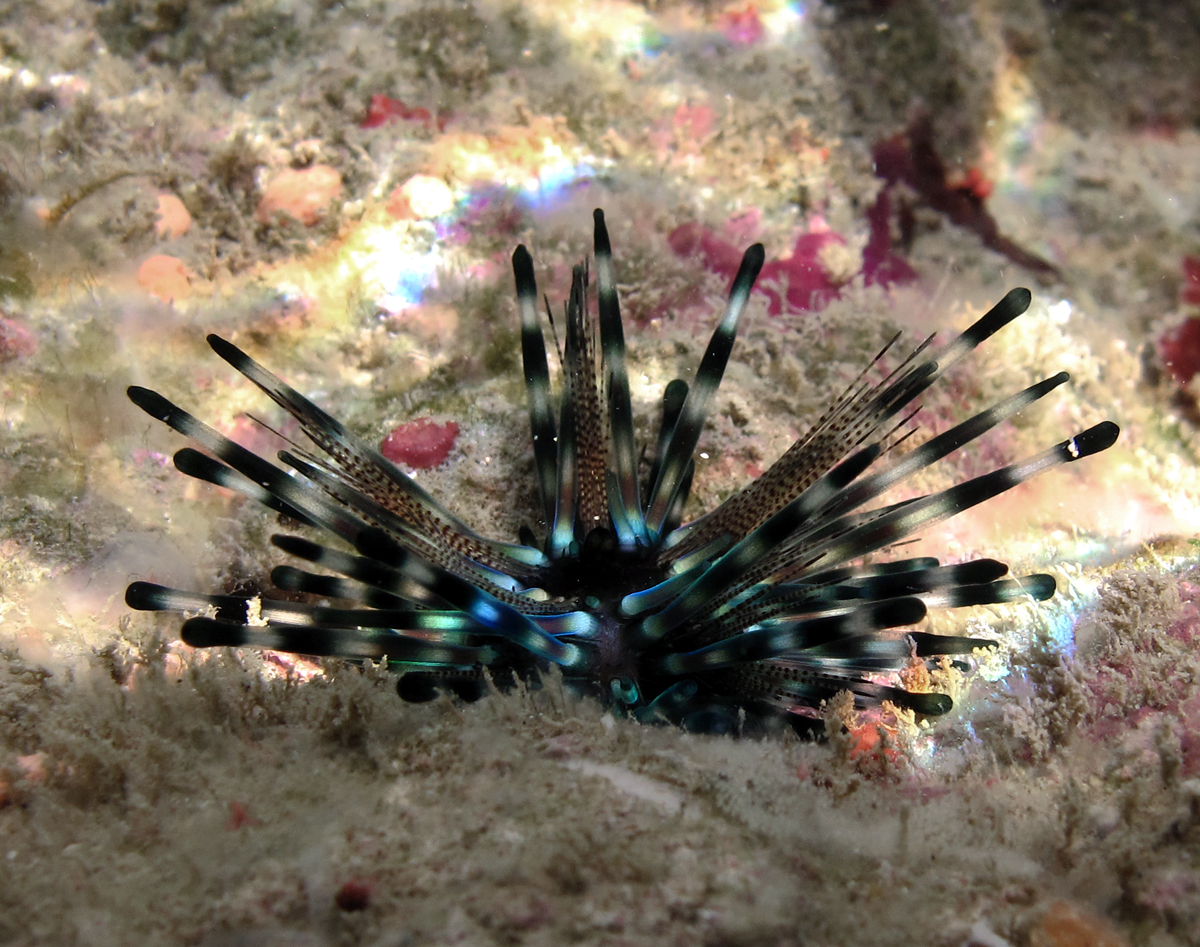
Een jonge Echinothrix diadema.
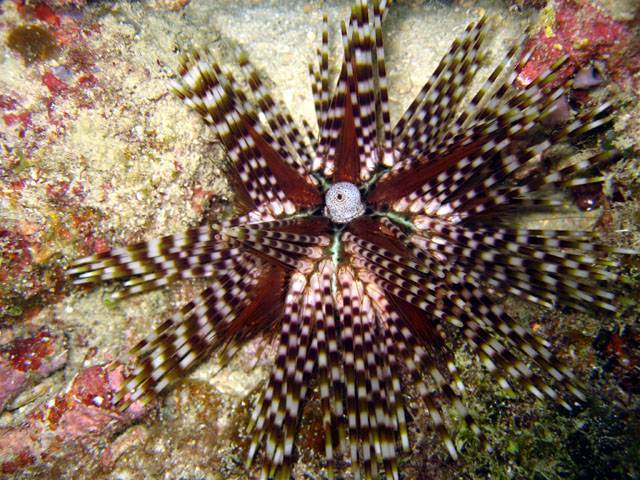
Echinothrix calamaris.
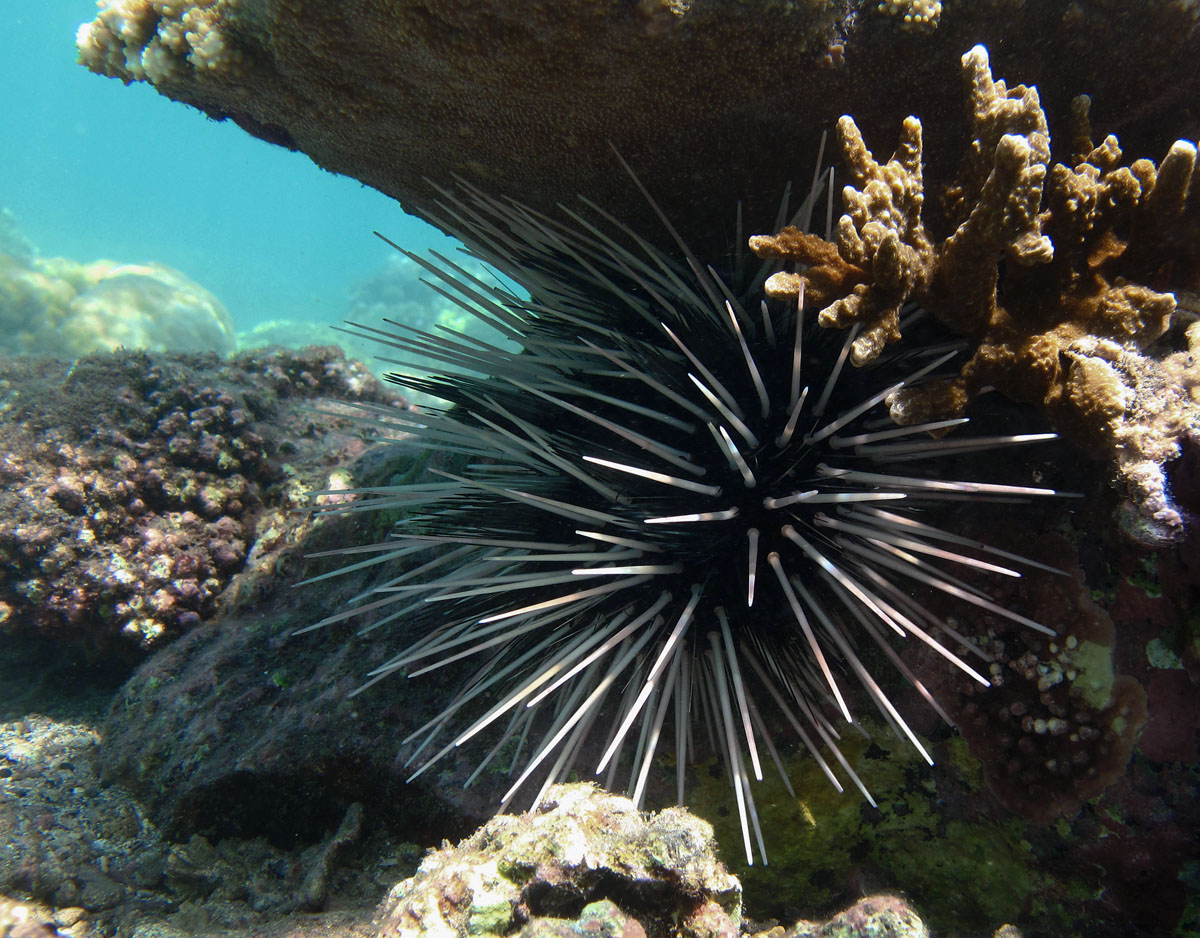
Echinothrix calamaris.
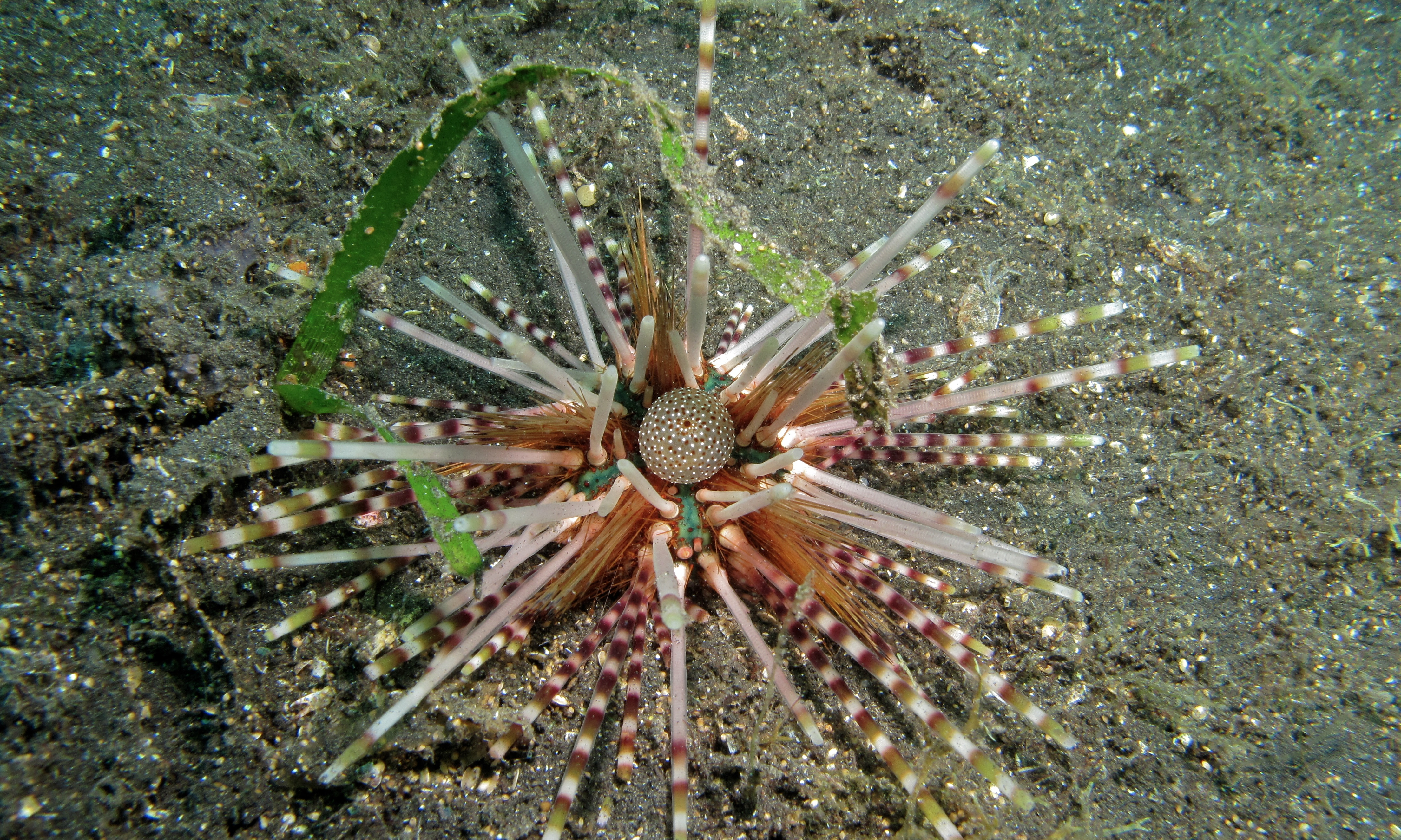
Echinothrix calamaris.